# Sénia de les Paretetes (L'Énova)
La sénia de les Paretetes, és una sénia de sang (o de tracció animal), que està ubicada a la partida de les Paretetes (d'ahí el seu nom), que es localitza al sud-est del municipi de l'Énova, a la Ribera Alta de València.
Està catalogada com a Bé Immoble d'Etnologia per la Direcció General de Patrimoni Cultural de la Generalitat Valenciana.
Es tracta d'un element hidràulic utilitzat per a l'explotació d'un pou que donava accés al nivell freàtic, a pocs metres. Presenta parets interiors reforçades amb la tècnica de construcció de pedra seca, malgrat que en intervencions posteriors es va procedir a donar-li un recobriment amb morter de formigó.
Com tota sínia de sang tenia unes sèries d'elements metàl·lics de tracció animal, que se situaven a sobre del pou i que servien per elevar l'aigua per al reg de les hortes properes. Aquests elements consistien en dues rodes: una horitzontal, que era accionada mitjançant l'ús d'una cavalleria, i que engranava a la vertical. D'aquesta penjava una maroma en què es disposaven els bressols en els quals s'acumulava el cabal extret. De l'antic mecanisme es conserven els ancoratges utilitzats per refermar-lo al pou. S'utilitzava un cavall, ase, mula o similar per accionar l'artefacte, animal que girava al voltant d'un rodal de 9,30 metres de diàmetre per 2,90 metres d'alçada, realitzat amb carreu.
Poden distingir-se les parts següents:
Rampa d'accés
Plataforma rotatòria elevada
Pou amb restes metàl·liques de la vella sínia.
La sínia porta en desús un temps considerable (va deixar de funcionar fa uns 50 anys), però malgrat això no presenta signes de degradació, per la qual cosa el seu estat de conservació és adequat.